# Río Mataquito
Río Mataquito är ett vattendrag   i Chile. Det ligger i den södra delen av landet, 220 km sydväst om huvudstaden Santiago de Chile. Flodens källa är Rio Teno och Rio Lontue.
Området kring Río Mataquito är glesbefolkat, med 13 invånare per kvadratkilometer.